# Oslo SS
Oslo SS, pełna nazwa Oslo Schakselskap – norweski klub szachowy z siedzibą w Oslo, ośmiokrotny zwycięstwa Eliteserien.

## Historia
Klub został założony 4 lutego 1884 roku, stając się drugim najstarszym norweskim klubem szachowym (rok wcześniej powstał Arendal SS). Założycielem był Andreas Aarøe. Początkowo klub funkcjonował pod nazwą Christiania Schakselskab. W 1914 roku bankier Johs G. Heftye, który wcześniej był prezesem klubu, udzielił mu wsparcia sponsorskiego. W 1952 roku klub otrzymał własną siedzibę w centrum Oslo. W 1983 roku klub zadebiutował w Pucharze Europy, w którym wyeliminował Universitateę Bukareszt, a w ćwierćfinale odpadł z Vulką Barcelona. W 1984 roku z okazji stulecia klub zorganizował turniej, w którym zwyciężył Anatolij Karpow. W latach 1997–1998 klub dwukrotnie grał w Pucharze Europy, za każdym razem kończąc rywalizację w fazie grupowej. W latach 2004–2017 Oslo SS uczestniczył w każdej edycji pucharu, uzyskując 21. pozycję w latach 2011 i 2015 oraz 18. w sezonie 2017. Zespół wygrał ponadto pierwszą edycję Eliteserien, w sezonie 2006/2007, później triumfując w tych rozgrywkach jeszcze siedmiokrotnie (2007/2008, 2009/2010, 2010/2011, 2011/2012, 2012/2013, 2013/2014, 2014/2015), , .
W klubie grali m.in. Simen Agdestein, Emanuel Berg, Olga Dołżykowa, Einar Gausel, Jon Ludvig Hammer, Leif Johannessen, Leif Øgaard, Bjørn Tiller i Arne Vinje.